# دختر گایتی (فیلم)
دختر گایتی (انگلیسی: The Gaiety Girl) فیلمی در ژانر رمانتیک است که در سال ۱۹۲۴ منتشر شد. از بازیگران آن می‌توان به ماری فیلبین و ویلیام هاینس اشاره کرد.